# 한글조선전도
한글조선전도(한글朝鮮全圖)는 부산광역시 영도구 국립해양박물관에 있는 조선시대의 지도이다. 2019년 4월 10일 부산광역시의 유형문화재 제200호로 지정되었다.

## 지정 사유
이 작품은 한지바탕에 한글중심으로 조선을 그린 지도이다. 이 <한글조선지도>는 가로 63 cm, 세로 103 cm 크기로 한지에 수묵과 담채로 지명을 명기하고 지리적 형태를 묘사하고 있다. <한글조선지도>는 2014년 12월 국립해양박물관에서 프랑스인 개인소장자로부터 구입한 유물이다.
한 장의 종이위에 먹선으로 조선 지형의 윤곽을 먼저 잡은 후 산맥과 수맥을 묘사하고 그 지세에 따라 334관의 주부군현을 표기하였다. 특히 지도 제작 당시의 실학자들에 의해 알려진 우리나라의 옛 국명이 부기되어 있다. 평양 부근의 단군(조선), 기자(조선)과 함흥 인근의 현도, 압록강 상류의 진번, 평양 부근의 낙랑, 강릉 인근의 임둔 등 한군현을 표기하였고, 춘천에 맥국, 강릉에 예국, 영변 인근에 행인국, 삼척에 실직국, 안동에 창녕국, 경산에 압독국, 선산에 감문국, 김해에 가락국, 함창에 고령가야, 고성에 소가야, 제주에 탐라국 등과 경주의 신라, 개성의 고려, 철원의 궁예 등이 표시되어 있다. 특히 행인국은 고구려 건국에 나오는 나라 이름으로 일반인에는 잘 알려져 있지 않는 지명인데 위치를 비정하여 기재되어 있다.
<한글조선지도>의 제작 연대 추정에는 면밀한 조사가 요구되나, 현재까지 알려진 한글지도 중에서는 오래된 지도로 판단된다. 대체로 18세기 중엽을 상한선으로 추정할 수 있으며, 「1872년 군현지도」에나 대전회통에 명기되지 않는 지명들이 다수 기재되어 있음을 볼 때 늦어도 하한은 19세기 중반 이전으로 여겨진다.
이 지도에서는 산청이 등장하고 안음은 그대로 남아 있다는 점에서 1767년(영조43)을 기준으로 정확한 시기는 알 수 없으나, 한정된 시기에 제작된 지도로 가치가 높다. 또한 위치가 바뀌어져 있으나 한글로 우산도(독도)가 표기되고, 만주지역의 표기에서 나타난 존명사상 등 시대상이 반영된 지도로도 가치가 높이 인정된다. 더욱이 18세기경의 한글 연구에서 중모음의 변천과 구개음화를 살필 수 있는 실증 자료가 될 수 있다. 따라서 이 지도는 부산시유형문화재로 지정됨이 타당한 것으로 사료된다.

## 참고 문헌
- 한글조선전도 - 국가유산청 국가유산포털